# Bursfelde
Bursfelde is een klein dorp in de gemeente Hann. Münden in het Landkreis Göttingen in Nedersaksen in Duitsland. Het vormt samen met Hemeln een Ortschaft. 
Het dorp dankt zijn bestaan aan de stichting van een klooster in 1093. Het ligt 17 km ten noorden van Hannoversch Münden aan de Weser. In de 15e eeuw speelde het klooster, dat deel uit maakte van de Congregatie van Bursfelde, evenals de abten er van een belangrijke rol in de hervorming van de benedictijner orde. Na de reformatie verloor het klooster zijn traditionele functie, maar bleef wel bewaard. De abten-titel van het klooster bestaat nog steeds en wordt toegekend aan een hoogleraar van de (protestantse) theologische faculteit van de Universiteit van Göttingen.

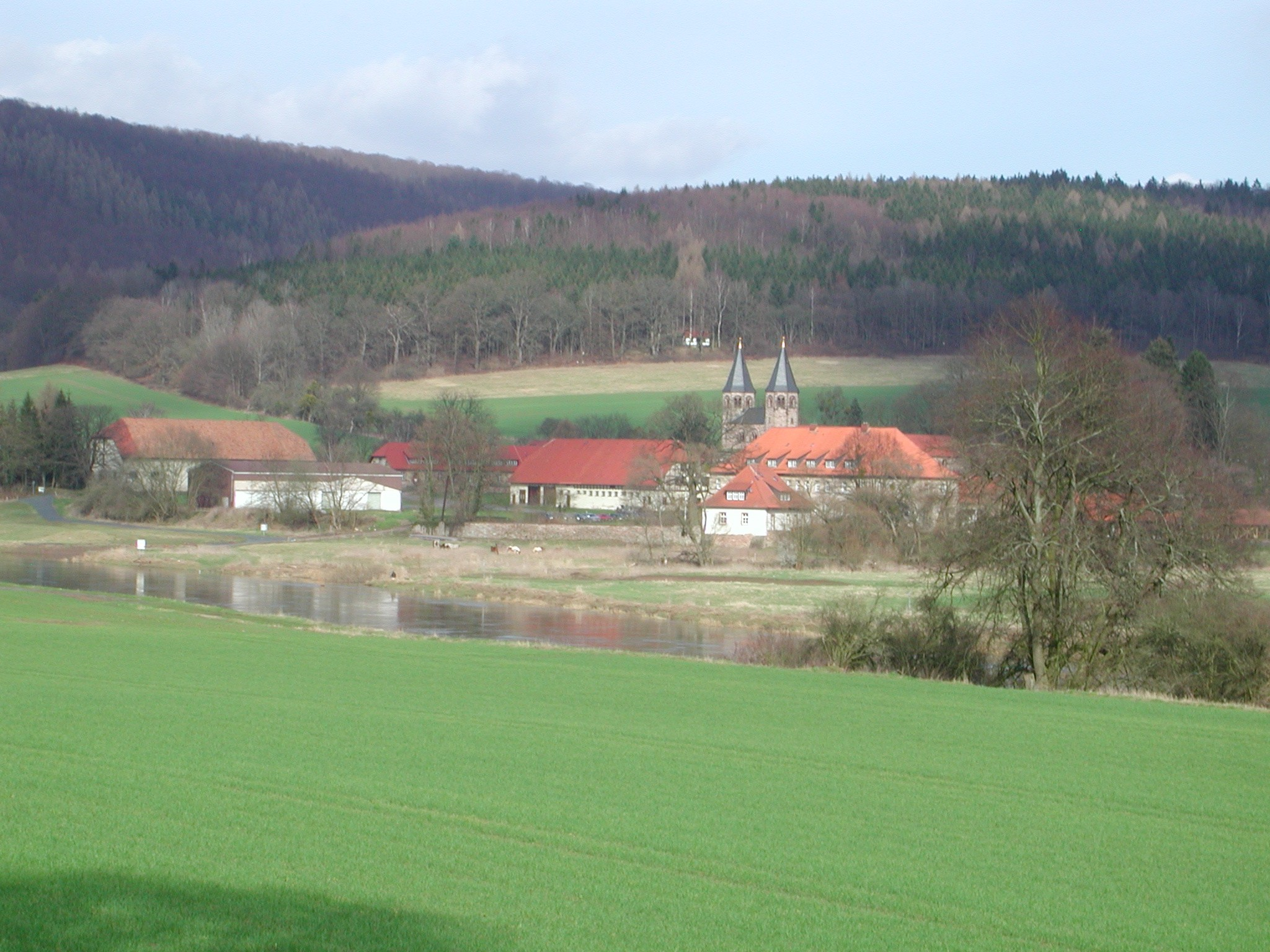
Bursfelde, gezien vanaf de overkant van de Wezer

De Kloosterkerk van Bursfelde bestaat feitelijk uit twee, aan elkaar gebouwde kerkgebouwen. Het is tegenwoordig een evangelisch-luthers bezinnings- en congrescentrum. In de kerk vinden regelmatig concerten en kooruitvoeringen plaats.
- Bibliothèque nationale de France: cb12007855m (data)
- Gemeinsame Normdatei: 4088721-2
- Library of Congress Control Number: n96060495
- Nationale Bibliotheek van Tsjechië: ge743065
- Nationale Bibliotheek van Israël: 987007531017805171
- Virtual International Authority File: 137371498
- WorldCat: E39PBJgMxtJxr484dcrWK7Ytrq